# Казахское сопротивление в период правления Шэн Шицая
Казахское сопротивление в период правления Шэн Шицая — организованное или спонтанное противостояние казахов политике генерал-губернатора Синьцзяна Шэн Шицая.

## История
В 1940-е гг. в экономическом и военном отношениях Синьцзян находился под сильным советским влиянием в Синьцзяне. Все это происходило с согласия губернатора Шэн Шицая в Синьцзяне, который получал не только экономическую и военную помощь, он также, по мнению Г.М. Мендикуловой, попытался внедрить советскую систему национальной политики в Синьцзяне. Первоначально Шэн провозгласил демократическое правление и с советской финансовой помощью, а также с помощью советских войск, располагавшихся на таких крайних восточных рубежах, как Хами, начал осуществлять программу реформ. Под покровительством Советского Союза развивалось просвещение и росла экономическая активность. К сожалению, надежды, вызванные его ранней политикой, не сбылись. В середине 1930-х годов он резко перешел к деспотическому правлению, отмеченному непоследовательностью, беспричинными арестами и казнями людей всех национальностей региона. Его секретная полиция должна была быть всевидящей и всезнающей. Недовольство и воображаемые интриги против его режима сурово подавлялись. В 1937 году Шэн начал кампанию по умиротворению казахов. Используя шпионов и метод похищения (заложничество) детей уважаемых и влиятельных казахских предводителей, а также другие приемы, Шэн сумел заставить разоружиться многие казахские группы. Некоторые из них он принудил безвозвратно покинуть провинцию. Находясь в оппозиции по отношению к разросшемуся деспотическому правлению Шэна, казахи начали формировать самостоятельные группировки в северных округах провинции. Большинство этих групп имели единственную цель - вытеснение китайцев из области. Из-за накала борьбы и сопротивления настроения части казахов приобрели националистический подтекст: раздавались призывы создать казахское государство на севере Синьцзяна. Все мусульмане призывались подняться против «китайцев угнетателей». В монографии «Казахская диаспора: история и современность» автор, анализируя и сопоставляя данные зарубежных и советских исследователей, статистического китайского источника, приходит к выходу что «потери казахского населения составляют более 45%, что является продолжением этноцида по отношению к казахскому народу, только теперь на территории Синьцзяня».

## Восстание
Массовые репрессии против неханьских народов под руководством Шэн Шицая привели к восстанию казахов. В 1934 году состоялся съезд казахов в местечке Койсу в северном Синьцзяне. Созванный казахским предводителем по имени Заип-тайджи, этот съезд впервые обсудил, а затем и организовал сопротивление китайцам. Когда созванные представители разъехались, они стали частью настоящего организованного подпольного движения сопротивления среди казахов региона. Делегатами с Алтая на этом съезде были Ахид-ходжа и Халиль-тайджи. Но Шэн Шицай не терял времени, изучая новое казахское движение, и вскоре распорядился задержать обоих представителей до их возращения на Алтай. Этим людям пришлось нелегко; их опасения вскоре оправдались. Китайцы продолжали удерживать обоих делегатов, как упоминает Гайретулла, за «оскорбление национальной чести». В городе Кёктокай китайские войска сожгли мечети, религиозные школы и книги. В это же время они начали насильно разоружать казахов в ходе очередной кампании по умиротворению. В течение этого времени люди Шэна совершили налет на лагерь Ислам-бая, отца Оспана, и потребовали, чтобы все оружие было немедленно выдано правительству. Один Оспан, как говорят, отказался, заявив, что если они отдадут свое оружие сегодня, то завтра им придется отдать свои жизни. Он взял свое оружие и в сопровождении своего старшего сына ушел в горы. Нуждающиеся в руководстве и повсеместно разоруженные в результате кампании Шэна казахи первоначально были неспособны противостоять растущему могуществу китайцев на Алтае, но, в конце концов, пришли новые лидеры. Зимой 1939-1940 годов китайские войска напали на мечеть арестованного религиозного вождя Ахид-ходжи в Сарытогае. Демонстрация против этого нападения была организована двумя молодыми казахскими лидерами: Ирис-ханом и Есим-ханом в феврале 1940 года. Когда китайские городские власти пытались арестовать их, казахи открыли огонь по китайцам. По сообщениям прессы, не осталось тюрков, которые не были бы арестованы или убиты в последующем сражении, а лидеры были выпуждены уйти в горы. Следовательно, первое сражение казахского сопротивления было проиграно, согласно рассказу Джалабая, записанному Гайретуллой.
Хотя Оспан рассказывал Барнетту, что его участие в борьбе началось в этом же месяце, Оспан не был известен по некоторым источникам того времени как участник этой первой битвы. Но, по сообщениям, он был вовлечен в другое сражение, которое произошло в марте 1940 года у местечка Байтак Богдо, известного у китайцев, как Байдашанские горы, расположенные на китайско-монгольской границе. В это время Оспан входил в силы под командованием казахского лидера Ногабая, который, как и Оспан, отказался сдать свое оружие и руководил атаками на внешние китайские посты, полицейские участки и на русские шахты. В этом сражении, однако, силы сопротивления не добились успеха, а Ногабай был убит. Его сын, молодой Ирис-хан, руководитель февральского сражения, описывал позднее, что он был выбран командующим в качестве преемника отца, а Оспан был избран вторым командиром.
Ирис-хан и Оспан снова напали на войска Шэна в апреле и на этот раз их силам сопутствовала удача. Как отмечалось, они разбили совместные силы 8 000 китайцев и русских, плюс 200 солдат из Монголии. В результате этого сражения Шэн был вынужден пойти на переговоры. Ирис-хан выдвинул следующие условия мирного урегулирования:
1. Освобождение невинных людей, содержащих в тюрьме, и возврашение тел погибших их семьям для захоронения.
2. Назначение губернатором Алтая казаха.
3. Запрещение руссуким вести добычу золота на Алтае.
4. Прекращение тайных арестов.
5. Прекращение обысков и арестов казахов, отказавшихся сдать свое оружие.[2][3]

Переговоры, основанные на этих пунктах, успешно закончились соглашением, которое было заключено в июле 1940 года. Оспан, однако, отказался вступать в какое-либо соглашение с Шэном. Он собрал своих приверженцев и покинул Ирис-хана, чтобы продолжить свою борьбу в горах. То, что соглашение было действительно заключено, подтвердилось последующими событиями. Во-первых, после лета 1940 года Оспан фактически стал сам себе хозяином, тем самым больше не находился под контролем Ирис-хана. Ирис, как и другие казахские предводители в этот период, принял во внимание неравенство сил с вооруженными китайскими отрядами, которые часто сражались с неорганизованными толпами казахов и с их находившимися по близости семьями. Мирное соглашение с Шэном могло принести передышку в боях и делало вероятным то, что если Ирис достигнет согласия с Шэном, то Оспан пойдет по своему пути. Прямым доказательством соглашения стал тот факт, что Шэн назначил казаха губернатором Алтая. Шэн решил назначить в 1940 году на пост губернатора прогоминдановского казахского лидера Жанымхана. В это же время он захватил сына Жанымхана и некоторых его друзей, превратив их в разновидность политических заложников, что было вполне в порядке вещей для политики Шэна в то время. Недоверие Оспана по отношению к китайцам было вполне оправданно. Через десять месяцев после начала своей борьбы с Шэном Ирис и Есим были уже мертвы: Ирис скончался от «эпидемии», а Есим был убит в стычке с китайцами. Оспан, таким образом, унаследовал дело их борьбы и превратился в главного лидера казахов на северном Алтае.
Одной из целей Оспана на ранней стадии его военной карьеры было положить конец горнорудным разработкам русских на Алтае. Шэн поощрял Советский Союз в эксплуатации алтайского золота, как и других ценных минералов, вероятно, преследуя цель своего личного обогащения и восстание казахов Алтая получило дополнительный импульс, Оспан-батыр, выдвинул лозунг «Умрём за свободу!». Повстанцы перешли к методам партизанской войны, действуя небольшими мобильными конными отрядами, наносившими внезапными атаками большой урон китайским войскам губернатора Шэн Шицая. Эти успехи способствовали популярности Оспан-батыра среди не только казахов Алтая, но и других народов Синьцзяна, прежде всего, мусульманских. Иногда повстанцам удавалось захватывать и небольшие города, например, после очередной победы они овладели Кёктокаем. Но вскоре китайцы вернули контроль над городом и устроили там резню мусульманского населения, в ходе которого были убиты восемь из одиннадцати детей Оспан-батыра. Его жена Мемей с оставшимися в живых детьми спаслась. Соратник Оспан-батыра Сулеймен-батыр потерял всю свою семью. Несмотря на ряд поражений, восстание не затухало. Противоборствующие стороны не уступали друг другу в жестокости. В мае 1941 г. по приказу Оспан-батыра были убиты советские специалисты, работавшие на Алтае по разрешению китайских властей. Однако действовавшим совместно советским и китайским войскам не удавалось разгромить восставших. Поэтому Шэн Шицай направил к повстанцам своих представителей для переговоров, среди которых был мусульманин - уроженец Восточного Туркестана Жанымхан. Вначале Оспан-батыр не шёл на переговоры под предлогом того, что китайские власти Синьцзяна не выполняют условий соглашения. Однако Жанымхан смог убедить Оспан-батыра в том, что китайская сторона будет соблюдать соглашение. Оспан-батыр поверил представителям губернатора и отправил в Урумчи делегацию из 17 человек, которые были арестованы по прибытии в аэропорт этого города. Предводителю восставших казахов не оставалось другого выхода, кроме продолжения сопротивления.
К моменту первой крупной битвы Оспана с силами Шэна в 1942 году Шэн уже установил свои отношения с Гоминьданом, хотя ранее отмечалось, что Шэн Шицай заключал долговременный и выгодный союз с СССР, теперь советы были выдворены из провинции, но их интересы к богатствам региона не уменьшились. Как говорят, Оспан обратился с открытым письмом, адресованным к казахам Синьцзяна, с призывом объединиться против Шэна и его политики угнетения. Он также провозгласил, что казахи должны организовать собственное правительство и армию, освободить всех заключенных в тюрьмах и окончательно запретить китайцам появляться на Алтае. Провозглашался конец насильственному захвату казахской собственности и возобновлялись отношения свободного предпринимательства с другими странами. Тот факт, что Оспан написал подобное письмо, не подтверждается другими источниками. Но многие казахские националисты, находящиеся в заточении, были освобождены на Алтае в 1940-е годы и, вполне возможно, что Оспан или писавший от его имени мог распространить такое письмо. Упоминание о том, что будет положен конец захвату казахской собственности и будет возобновлена торговля с соседним стра-нами, а именно - Монголией и СССР - отражало тяжелое экономическое положение казахского народа, которое началось с того момента, когда Шэн отвернулся от своих покровителей - Советов.
К 1942 году недовольство казахов политикой Шэна достигло своего пика: оружие у них изъяли, а их честь была публично оскорблена. Они были вынуждены сократить свои торговые связи с СССР, что незамедлительно сказалось на местной экономике. Это было, несомненно, главной причиной, почему рядовые казахи вдруг присоединились к лидерам вроде Оспана - чтобы бороться против тех сил, которым они, по всей вероятности, уже не доверяли. Оспан был в первую очередь человеком действия, а не слов или идей. Его столкновения с китайскими властями продолжались в 1942 и 1943 годах. Тогда, в сражении с войсками Шэна в сентябре 1943 года, он был ранен и ушел в лагерь у монгольской границы. Той зимой ему пришлось отступить, когда китайские войска снова атаковали его. В этой связи 12 и 13 марта 1944 года монгольские самолеты обеспечили ему защиту. монгольской границы. В 1943-1944 годах консульские сообщения отмечали, что казахское недовольство в Синьцзяне приняло эндемический характер. Зимой 1944 года Шэн Шицай пришел к решению о реквизиции лошадей. Десять тысяч лошадей были преподнесены в качестве «дара» от народов Синьцзяна; это число было распределено по десяти округам провинции. Взамен лошадей могли приниматься деньги по 750 синьцзянских долларов, что значительно превышало рыночную цену лошади. Замысел Шэна можно было бы рассматривать как попытку сблизиться с Гоминьданом с помощью своего вклада реквизированных лошадей на военные нужды. Но при политическом рассмотрении проблемы поставки такого количества лошадей возникает другой мотив. По всей вероятности, цель состояла в личном обогащении правительства провинции и ее правителя. Вследствие того, что выполнение приказа принесло больше денег, чем лошадей, напрашивается вывод, что эта «реквизиция» была поводом собрать деньги лично для Шэна, который, вероятно, хотел облегчить тем самым путь для своего возвращения в Гоминьдан. Что бы не являлось конечной целью Шэна при издании такого приказа, это вызвало сильное противодействие. В конце марта 1944 года газета «Синьзян Жибао», публиковавшаяся в Урумчи, сообщила, что Ашинский округ - Алтай - должен внести тысячу лошадей. Сообщение называет источник поставки только сорока этих лошадей: казахское литературное общество внесло половину, остальное - чиновники и другие «литературные» группы. Больше в газетах не было сообщений о других поступлениях с Алтая, что указывает на резкий отпор со стороны казахов последней затее Шэна. Весной и летом 1944 года китайские действия по «подавлению бандитов» усилились как ответная реакция на увеличивающееся число нападений казахов на китайские гарнизоны и на города. В июле казахи атаковали Зимунай недалеко от китайско-советской границы. По сообщениям китайских источников, казахи получили оружие для этого нападения прямо с советских грузовиков, которые перебрались через границу, чтобы снабжать «бандитов». Эти казахи не были частью вооруженных сил Оспана, поскольку он действовал в районе, прилегающем к Монголии, но сам Оспан был частью бушевавшего казахского сопротивления против правления Шэна. Оспан продолжал свою собственную борьбу, нанеся поражение китайским силам в битвах при Сагане и Донту в течение двух недель летом 1944 года. Когда посланное китайское подкрепление вновь атаковало его, Оспан снова отступил, продвигаясь в район озера Баркуль, севернее города Хами, в конце лета и начале осени 1944 года. Со своей базы в Баркуле казахи, возможно, вместе с людьми Оспана, совершили рейд на столицу провинции в октябре 1944 года. Когда рейд закончился, китайские власти послали войска к городам Циянде и Фуган для усиления передовых охранных постов от казахских налетчиков. Однако это не было преследованием казахов и даже защитой столицы от дерзких бандитов, поскольку не были организованы дополнительные патрули.

## Последствия
С 1937-1940 г.г., так же как и в Казахстане, были уничтожены многие представители казахской элиты и в Синьцзяне. В репрессиях погибло более 80 тыс. человек, что, в конце-концов, и способствовало отрешению Шэн Шицая от власти.

## Примечание
1. 1 2 3  Г.М. Мендикулова, Б.Ж. Атантаева. История миграций между Казахстаном и Китаем в 1860-1960-е гг.. — Алматы, 2008.
2. 1 2 3 4 5 6 7 8  Том 3. Казахи Китая. Очерки по этническому меньшенству. // История Казахстана в западных источниках XII-XX в.в.. — Алматы: Санат, 2005. — ISBN 9965-664-33-1.
3. 1 2 3 4 5 6 7 8  Linda Benson, Ingvar Svanberg. The Kazaks of China. Essays on an Ethnic Minority (англ.). — 1988.
4. ↑  Г.М. Мендикулова. Казахская диаспора: история и современность : монография. — Алматы: Всемирная ассоц. казахов, 2006.
5. ↑  А.Ш. Кадырбаев. Лидер казахов Китая Оспан-батыр и «революция трёх округов» в Восточном Туркестане 1940-1951 гг. // Восточный архив. — 2019. — № 1 (39).
6. ↑  А. Самаев. Казахи в составе Республиканского Китая. Период губернатора Шэн Шицая // ҚазҰу хабаршысы. Шығыстану сериясы. — 2010. — № 2 (51).